# Stazione di Grignano
La stazione di Grignano era una stazione ferroviaria sita nella frazione di Grignano del comune di Trieste sulle linee ferroviarie Udine-Trieste, Venezia-Trieste e Villa opicina-Trieste.

## Storia
La stazione venne soppressa definitivamente il 23 ottobre 2010, anche se dal 2002 non effettuava più servizio viaggiatori. Nell'occasione, sono state eliminate le comunicazioni che collegavano sia i binari di corsa che i binari di precedenza e modificato il segnalamento luminoso di protezione e di partenza sui binari in entrambe le direzioni di marcia.

## Strutture e impianti
La stazione disponeva di 4 binari passanti; i binari di corsa erano quelli centrali.